# کریستوفر اندرسن
کریستوفر اندرسن (انگلیسی: Kristoffer Andersen؛ زادهٔ ۹ دسامبر ۱۹۸۵) بازیکن سابق فوتبال اهل بلژیک است.که در پست هافبک بازی می‌کرد.